# Masol
Masol est un site paléontologique et préhistorique des piémonts de l'Himalaya, au nord-ouest de l'Inde, dans l'État du Pendjab, à quelques kilomètres au nord de Chandigarh. Il est daté de la fin du Pliocène (au minimum de 2,7 millions d'années et au maximum de 2,95 Ma). La reconnaissance de l'occupation préhistorique est fondée sur des traces de boucherie découvertes en 2009 et la découverte d'au moins un potentiel chopper en place à proximité. La datation et les différentes interprétations de ces découvertes sont cependant sujets à controverses.

## Un site paléontologique et préhistorique du Pliocène final
Les formations fossilifères se situent dans la chaîne frontale des Siwaliks, précisément dans une petite boutonnière géologique creusée autour du dôme d'un petit anticlinal d'origine tectonique et accessible par un oued saisonnier (ou choe), le Patiali Rao. Ces formations riches en fossiles appartiennent à la Formation Masol d'une puissance de 170 mètres minimum et datée du Tatrot final, c'est-à-dire de la fin du Pliocène. Les couches paléontologiques s'observent sur une cinquantaine de mètres d'épaisseur seulement. Elles sont composées de sables grésifiés en alternance avec des limons, inclinés en direction du dôme. La Formation Masol est continuellement incisée par un réseau hydrographique formé de ravines et de ruisseaux, des fossiles sont visibles en place dans les sections naturelles mais la majorité est collectée sur les affleurements lessivés par les pluies de mousson. Ces limons et sables fossilifères sont connus des paléontologues depuis les années 1910, ils ont été étudiés par les géologues indiens dans les années 1960 qui leur ont donné le nom de zone Quranwala,, attribuant les assemblages fauniques à la période de transition entre le Pliocène et le Pléistocène : « Sahni and Khan (1964) were the first to call these as “Tatrot beds”. » L'âge Pliocène final, reconnu par les géologues du Geological Survey of India, fut ensuite confirmé par paléomagnétisme dans les années 1990,, situant le sommet de la zone Quranwala sous l'inversion Gauss-Matuyama, et sa base à 140 mètres au moins sous cette limite Tertiaire-Quaternaire, soit à plus de 2,6 millions d'années. Comme dans tout site paléontologique, les fossiles sont récoltés régulièrement sur les affleurements fossilifères. Leur abondance à Masol s'explique par l'érosion intense due aux pluies de mousson, combinée à la tectonique des plaques en compression (surrection de la chaîne himalayenne), leur origine stratigraphique étant strictement limitée à la zone Quranwala, les milliers de fossiles collectés par les géologues-paléontologues sur ses affleurements, sont devenus une référence internationale pour la période de transition plio-pléistocène en Asie,,,,,; les fossiles sont conservés dans les collections du département de géologie de l'Université Panjab de Chandigarh, leur âge géologique est de ce fait bien connu. Cette faune est composée en majorité d'espèces d'herbivores terrestres et aquatiques, comme le Stégodon et l'Hexaprotodon,,, vivant en bordure d'une ancienne rivière himalayenne ou de marais avoisinants.
L'équipe de terrain (géologie, paléontologie, prospections, fouilles) est composée par des chercheurs du Département Homme et environnement du Muséum national d'histoire naturelle (UMR 7194 CNRS, Paris), dirigée par la paléoanthropologue Anne Dambricourt-Malassé,,en partenariat avec la Society for Archaeological and Anthropological Research de Chandigarh, fondée par le préhistorien indien Mukesh Singh, et deux géologues de l'Université Paris-Sud, Alina Tudryn et Julien Gargani (UMR 8148 CNRS). Depuis 2008, plus de 200 outils en quartzite (choppers, éclats, enclumes, nucléus, percuteurs) ont été collectés en 12 localités exclusivement fossilifères (et non pas dispersés de manière aléatoire sur les 170 mètres de sables et de limons depuis le lit de la rivière Patiali Rao jusqu'aux crêtes qui délimitent la boutonnière, la séquence sédimentaire fossilifère continue n'en formant que 40). Les artefacts se récoltent soit sur les limons fossilifères fraîchement érodés de l'année à la suite des pluies de mousson, soit dans leurs colluvions (mélanges des limons en cours d'érosion et des sables érodés qui les recouvrent). Le premier chopper in situ a été dégagé en 2017 dans les plus anciens limons fossilifères en place,
La correspondance lithostratigraphique entre la limite Plio-Pléistocène supposée par les géologues, d'une part, et celle identifiée par le paléomagnétisme, d'autre part, a été testée. En effet, seule la limite lithostratigraphique était indiquée sur l'unique carte géologique de Sahni et Khan datant de 1968 et c'est elle qui permettait de mesurer la profondeur des vestiges d'activités anthropiques sous la transition Tertiaire/Quaternaire. Elle a été invalidée en 2017 puis en 2023 par les nouvelles mesures du paléomagnétisme indiquant une polarité toujours normale (Gauss donc Pliocène) au-delà des limites de l'ancienne cartographie. Les traces de boucherie et le premier chopper en place sont donc plus profondément enfouis sous la limite Plio-Pléistocène que ne le laissait entendre la carte géologique, c'est-à-dire plus de 140 mètres sous cette limite qui reste à identifier.

## 21 traces de découpes et de percussion sur 4 fossiles de plus de 2,6 millions d'années
Quatre fossiles d'herbivores portant des traces de boucherie (section de tendons et percussion des os) ont été découverts en 2009, 2011 et 2017 par l'équipe franco-indienne (UMR 7194 CNRS/SAAR). Les traces sont caractéristiques de découpe de tendons et de fracture sur os frais, faites par des tranchants de pierre en quartzite. L'équipe a également trouvé des outils (galets taillés, choppers, éclats, enclumes, percuteurs, nucléus) dans, et sur les sédiments en cours d'érosion de la séquence la plus profonde de la zone Quranwala. Tous les fossiles étudiés proviennent de cette petite formation géologique ; leur âge est donc supérieur à 2,6 Ma. Les recherches de terrain se poursuivaient sous le parrainage d'Yves Coppens jusqu'en 2022, dans le cadre de la "Mission préhistorique française en Inde", financée par le Ministère des affaires étrangères et du développement international (MAEDI) de 2012 à 2014, puis en 2017 et 2019 par l'UMR 7194 du CNRS et l'ambassade de France à New Delhi. Les analyses en laboratoires se poursuivent en France (UMR 7194 CNRS, GEOPS, CEREGE) de 2018 à 2023.
La découverte a été publiée en 2016 sous forme de 10 articles en anglais, dans un numéro thématique "paléontologie et théorie de l'évolution" des Comptes-rendus de l'Académie des sciences,,,,,,,,, de l' Institut de France, sous la direction d'Anne Dambricourt Malassé, avec une préface d'Yves Coppens.
La conservation des traces est suffisante pour être étudiée à très haute résolution. Leur étude sur les trois premiers fossiles a été réalisée grâce aux nouvelles techniques d'acquisition des images, à de hautes échelles de résolution, avec le microscope dynamique 3D du Centre de recherche et de restauration des musées de France (C2RMF) et la microtomographie de la plateforme AST-RX du Muséum national d'Histoire naturelle. Elles permettent de pallier les difficultés rencontrées jusqu'alors, lorsque la surface du fossile est usée, et elles ajoutent de nouvelles informations moins perceptibles à l’œil nu. L'imagerie a donc permis de vérifier l'origine lithique des traces. Celles d'un métapode découvert en 2011 sont très bien conservées ; l'image illustre la couverture du volume des comptes-rendus de l'Académie des sciences. Elles sont bien visibles à l’œil nu, car elles sont profondes, rapprochées, superposées et se terminent par un grand éclatement de la surface de l'os et sa fracturation. Elles correspondent à des percussions. D'autres sur un tibia découvert en 2009 ont gagné en précision ; deux d'entre elles ont permis de constater des mouvements précis du poignet ; elles correspondent au détachement de ligaments. Celles d'un grand tibia de stégodon découvert en 2017 sont exceptionnellement bien conservées, car elles sont sur le périoste. Celui-ci s'érode en premier, ce qui peut expliquer la rareté des traces sur les anciens sites d'activités de boucherie.
L'origine intentionnelle des traces a donc été démontrée à l'aide de ces puissants microscopes,, et leur état de conservation ne constitue donc pas un obstacle au diagnostic, comme le démontre leur description détaillée et illustrée par les imageries. Les références de l'étude des traces rappellent les articles dédiés à l'historique du site, et aux nouvelles mesures paléomagnétiques et à l'étude lithostratigraphique des localités réalisées au Muséum,. Elles permettent de constater que la datation des fossiles est connue de longue date. Contrairement à de récentes affirmations précisément sans source bibliographique,, l'âge des fossiles de la zone Quranwala est parfaitement bien daté de la fin du Pliocène, ces assemblages constituent une référence en Asie, et pour cette raison, l'âge des traces est reconnu par l'Académie des sciences de l'Institut de France.
En 2017, un total de 4 os fossilisés montre 21 traces de découpe ou de percussion. Le nombre de fossiles portant des traces n'étant pas un critère pour déterminer si elles sont intentionnelles, la provenance stratigraphique étant circonscrite à la zone Quranwala, les analyses ont conclu à des activités de charognage de type humain, à plus de 2,6 millions d'années, sur les berges des méandres de rivières provenant de l'Himalaya, après de puissantes inondations dues à la mousson et à l'origine des matières premières (galets de quartzite) transportées depuis les terrasses fluviales piémontaises.
« Ces traces de découpages de tendons et de viande sont incontestablement artificielles, c’est-à-dire faites par un être qui a manipulé avec une main. Ça aussi c’est incontestable : par l’allure des incisions, par la section des incisions. L’étude a été très bien conduite. C’est extrêmement intéressant, extrêmement important. C’est une très belle découverte, une très grande découverte, faite par des gens de très grande qualité. Les résultats ont été vus et revus, contrôlés, revisités, et tout à fait sérieux.
 »
— Yves Coppens, 24 mai 2016, Institut de Paléontologie Humaine, École doctorale du Muséum national d'Histoire naturelle et de l'Université Pierre et Marie Curie, Paris
Ces traces de boucherie indiquent que des hominines étaient présents à cette époque en Asie ; elles ne bouleversent pas l'âge pressenti de l'émergence du genre  Homo,, à 3 Ma au moins, mais le paradigme d'une première sortie d'Afrique à 2 Ma.
« Le genre Homo a dû émerger en Afrique plus tôt qu'on ne le pensait, il y a au moins 3 millions d'années (...) On observe une sortie des mammifères d'Afrique à cette époque, alors pourquoi l'humain n'aurait-il pas suivi ? »
— Yves Coppens, In Thomas Cavaillé-Fol, Science et Vie, 1198, juillet 2017 

## L'exposition de janvier 2016 au Government Museum and Art Gallery de Chandigarh
En janvier 2016, grâce aux publications des Comptes-rendus de l'Académie des sciences et à l'ambassade de France qui soutient la coopération, le Bureau du Premier Ministre Narendra Modi, chef du Gouvernement de l'Inde, demande au Muséum de Chandigarh de consacrer une exposition à la découverte de Masol, dans le cadre de la visite du Président de la République française, François Hollande, invité d'honneur pour la célébration du Republic Day (Jour de la République). L'exposition organisée par les deux responsables de la coopération franco-indienne, le Muséum de Chandigarh, avec une contribution du Muséum d'histoire naturelle de New Delhi - ou le Musée national - a été inaugurée le 24 janvier 2016 par le Premier Ministre de l'Inde et le Président de la République française, accompagné de plusieurs ministres dont le Ministre des Affaires Étrangères, Laurent Fabius, et Ségolène Royal, Ministre de l’Écologie, du Développement durable et de l’Énergie, alors tutelle du Muséum national d'Histoire naturelle,. Cette exposition présentée dans le hall de l'Art Gallery dessinée par Le Corbusier est toujours visible au Natural History Museum.

## Les outils lithiques: 2017, le premier chopper en stratigraphie
La question en suspens concernait la datation des outils ; quelques scientifiques, interrogés par des médias lors de la parution des articles, attendaient la confirmation de leur présence dans les limons. L'origine lithostratigraphique des fossiles - et donc des traces de boucherie qui attestent de l'usage de tranchants en quartzite - étant bien identifiée, la présence d'outils de facture simple uniquement sur ces mêmes affleurements fossilifères en cours d'érosion, est cohérente. Les géologues savent faire la distinction entre des colluvions, c'est-à-dire des sédiments remaniés, déplacés et hétérogènes, et des affleurements en place. Chaque année, de nouveaux fossiles et de nouveaux artefacts sont ramassés dans les mêmes localités, sur les affleurements après leur lessivage par la mousson. La Mission franco-indienne n'affirme donc pas que les artefacts collectés dans ces conditions ont l'âge des fossiles, mais la collecte de nouveaux outils - choppers, enclumes, percuteurs, éclats - partiellement enchâssés sur ces affleurements (et non pas dans des colluvions) ne peut s'expliquer autrement que par leur présence dans les limons ou/et les sables avant leur lessivage. Cette déduction logique a été confirmée lors de la campagne de février 2017 avec le dégagement du premier chopper en stratigraphie, dans les plus anciens limons de la séquence fossilifère, érodés depuis les premières prospections. L'outil se trouvait dans le secteur des traces de charognage trouvées en 2009. De nouvelles traces de boucherie sur un tibia de Stégodon ont complété la collection. En 2017, Masol devient le premier site pliocène ayant livré, dans une même localité (Masol 1) et la même couche limoneuse, des fossiles de vertébrés, des traces de boucherie et un chopper en stratigraphie. Ces découvertes de 2017 ont été possibles grâce au soutien financier de l'ambassade de France et une contribution de l'UMR 7194 CNRS ; elles ont été annoncées par The Times of India,,, présentées à l’École doctorale du Muséum national d'histoire naturelle et de l'université Pierre et Marie Curie en mai 2017,, par Science et Vie avec la première carte d'une sortie d'Afrique à plus de 2,6 Ma et au 18e congrès de l'Union internationale des sciences préhistoriques et protohistoriques (UISPP) en juin 2018 à Paris,. Ainsi les traces de boucherie qui impliquent l'usage d'outils lithiques, ont toujours été bien datées du Pliocène final et elles sont désormais associées sans aucun doute possible, à une technique de taille par percussion bi-polaire. 
La découverte de Masol a été présentée par Anne Dambricourt-Malassé sur une invitation d'Yves Coppens, à  l'International Anthropology Colloquium « Who was who, and who did what, where and when ? » les 12-13 avril 2019 à l'Académie pontificale des sciences, parmi d'autres invités paléontologues et paléoanthropologues de terrain, Michel Brunet, Brigitte Senut, Ronald J. Clarke, Zeresenay Alemseged, Yohannes Haile-Selassie, José Braga, Robin Dennell, Lee Rogers Berger, Jean-Jacques Hublin... Yves Coppens conclut le rapport pour l'Académie :" India, where cut marks on animal bones (2.7-2.8 million years old) have been found and identified in the sub-Himalayan region of Punjab (...). The Indian discovery (Masol) is very important." Les datations plus précises ont été présentées au 18e congrès de l'UISPP  (2018); le paléomagnétisme a été publié et contraint un âge d'au moins 2,8 Ma voire 2,95 Ma.
Le premier chopper en place est décrit dans son contexte lithostratigrahique et comparé à la collection lithique en 2021.

## Qui sont les hominiens de Masol?
Aucun paléontologue, ni aucune institution indienne, n'a jamais validé la découverte dans les limons pliocènes de Masol ou des environs, de fossiles publiés comme étant des restes humains de 3,4 Ma par un collecteur indien, ce sont des fossiles d'animaux, c'est la raison pour laquelle la découverte des traces de boucherie ne fait référence à aucun reste fossile. L'identité taxonomique des charognards est inconnue. De même aucun outil n'a jamais été signalé dans les limons de Masol avant les premières explorations franco-indiennes.
La première hypothèse d'une origine africaine des techniques de taille implique que les hominiens qui charognaient à Masol seraient des représentants d'une très ancienne espèce du genre Homo. Elle ouvre de nouvelles perspectives sur les premiers peuplements humains de l'Asie, notamment à la périphérie du plateau tibétain en formation, incluant la Chine. Elle implique une révision des paradigmes sur la sortie d'Afrique (qui, quand, comment, pourquoi). Si les hominiens de Masol correspondent à la plus vieille espèce du genre Homo, avec une sortie d'Afrique antérieure à 2,6 millions d'années, cela repousserait l'émergence du genre au-delà de 3 Ma, et cela supposerait une importante radiation géographique hors d'Afrique avant la fin du Pliocène.
L'hypothèse d'un foyer d'hominisation en Asie et correspondant à un autre hominien n'est pas exclue,,,,,,. En effet, Masol se situe à 80 km de formations miocènes de 8 Ma dans les piémonts himalayens, comprimés par la tectonique et ayant livré deux genres de grand singe de la sous-famille des Ponginae (Indopithecus et Sivapithecus), dont quatre espèces de Sivapithecus. Si l'une d'elles a une face supérieure semblable à l'Orang-outan (le Khoratpithèque est encore plus proche de l'Orang-outan actuel), celle des trois autres est inconnue. En outre, l'usage de tranchants lithiques, ou la fabrication d'enclumes, de nucléus et de galets aménagés, ne serait plus l'apanage du genre Homo, d'autres hominiens en étaient capables comme l'indiquent les sites de Dikika et de Lomekwi 3, en Afrique orientale.
D'autres taxons sont connus en Asie orientale depuis 1975 comme le Lufengpithèque (Chine du Sud, 11 à 6 Ma, bipédie occasionnelle nettement affirmée par sa tête fémorale) et de Meganthropus palaeojavanicus (Java, 1,6 Ma), qui pourraient être des représentants des Homininae et non plus des Ponginae,. Le Dryopithecus wuduensis, découvert au Gansu (Chine du Nord) est un Cercopithécoïde.
Les plus vieux outils connus à ce jour qui soient contemporains du genre Homo ont été découverts à Kada Gona en Éthiopie. Comme certains outils de Masol, ils ont été collectés initialement sur des sédiments fraichement érodés, avant d'être découverts en place et associés à des traces de boucherie. Ces assemblages sont néanmoins plus récents (2,55 Ma), car ils sont situés juste au-dessus de la limite plio-pléistocène (2,58 Ma).
En novembre 2018, l'annonce de la découverte d'un fragment de maxillaire a bouleversé la distribution géographique des grands singes fossiles vivant sur le sous-continent indien, on les croyait cantonnés aux plaines sous-himalayennes alors qu'en réalité il y a 11 millions, ils vivaient également 1000 km plus au sud, à moins de 50 km de la mer d'Arabie. La densité et la diversité des populations des grands singes du sous-continent était plus étendues que ne laissait paraître la rareté des terrains fossilifères, ce qui fragilise l'exclusion de toutes les espèces de grand singes asiatiques des processus d'hominisation.
Il est prévu d'intensifier les recherches à Masol afin de découvrir d'autres outils en place, et au moins un fossile d'hominien permettant de connaître son identité taxonomique.

## Documentaire indien 2018
Premier documentaire réalisé par la chaîne News18 (Panjab, Himachal, Haryana) du Network18 Group (en), paru en 2018 avec la visite du site où fut collecté le premier chopper en place (2017), celle de l'exposition avec les chefs d’État (2016), l'intervention des hauts fonctionnaires du Pendjab pour la protection officielle du site (2018) et les villageois de Masol pour lesquels les fossiles sont vestiges de géants.

## Un site archéologique d'importance nationale 2020
Masol est déclaré par le Ministère de la Culture de l'Inde comme un site d'importance nationale le 2 mars 2020